# Repelón (kommun)
Repelón är en kommun i Colombia.   Den ligger i departementet Atlántico, i den norra delen av landet, 700 km norr om huvudstaden Bogotá. Antalet invånare är 22 873. Arean är 330 kvadratkilometer.
Terrängen i Repelón är platt österut, men västerut är den kuperad.